# Shanghai ATP Masters 1000 2014
Shanghai Rolex Masters 2014 — профессиональный теннисный турнир, в 6-й раз проводившийся в Шанхае, Китай на открытых кортах с покрытием типа хард. Турнир имеет категорию ATP 1000.
Соревнования были проведены с 5 по 12 октября 2014 года.
Прошлогодними чемпионами являются:
- Одиночный турнир —  Новак Джокович
- Парный турнир —  Иван Додиг /  Марсело Мело

## Общая информация
Одиночный турнир собрал всех представителей Top10 мирового рейтинга. До четвертьфинальной стадии смогли добраться только четверо из их числа: Новак Джокович, Роджер Федерер, Давид Феррер и Томаш Бердых. Первым номером посева стал лидер классификации и победитель двух последних розыгрышей турнира Новак Джокович. Серб на турнире в итоге дошёл до полуфинала, где проиграл третьему номеру посева Роджеру Федереру. Швейцарский теннистст в финале переиграл француза Жиля Симона. Тем самым француз стал первым несеянным теннисистом, которым удалось дойти до финала на местных соревнованиях. Для Жиля этот финал стал вторым за карьеру на соревнованиях серии Мастерс (до этого он выходил в финал в 2008 году в Мадриде, где также проиграл). В основном турнире приняли участие два представителя России. Михаил Южный смог дойти до четвертьфинала турнира серии Мастерс впервые с 2010 года. В борьбе за выход в полуфинал он уступил испанцу Фелисиано Лопесу. Также принял участие в турнире Теймураз Габашвили, который пробился в основные соревнования через квалификационный отбор, однако уже в первом раунде проиграл № 11 на турнире Энди Маррею.
В мужском парном разряде победу одержали первые номера посева Боб и Майк Брайаны. В финале они переиграли французский дуэт Жюльен Беннето и Эдуар Роже-Васслен, посеянный на турнире под пятым номером. Прошлогодние чемпионы Иван Додиг и Марсело Мело защищали свой титул, однако в четвертьфинале уступили несеянной паре Рохану Бопанне Флорину Мерджа. Михаил Южный также принял участие и в парных соревнованиях совместно с Лукашом Росолом и дошёл как и в одиночных соревнованиях до четвертьфинала, где российско-чешский дуэт уступил № 6 посева Марселю Гранольерсу и Марку Лопесу.

## Соревнования

### Одиночный турнир
Роджер Федерер обыграл  Жиля Симона со счётом 7-6(6), 7-6(2).
- Федерер выигрывает 4-й одиночный титул в сезоне и 81-й за карьеру в основном туре ассоциации.
- Симон сыграл 1-й одиночный финал в сезоне и 16-й за карьеру в основном туре ассоциации.

### Парный турнир
Боб Брайан /  Майк Брайан обыграли  Жюльена Беннето /  Эдуара Роже-Васслена со счётом 6-3, 7-6(3).
- Братья Брайаны выигрывают 8-й совместный титул в сезоне и 101-й за карьеру в основном туре ассоциации.